# Éric Gautier
Éric Gautier (Parigi, 2 aprile 1961) è un direttore della fotografia francese.

## Biografia
Studia cinema all'università Sorbonne Nouvelle. Laureatosi all'École nationale supérieure Louis-Lumière nel 1982, Gautier esordisce come assistente operatore sul set del film di Alain Resnais La vita è un romanzo. Lavora per il resto degli anni ottanta come direttore della fotografia di cortometraggi, girandone oltre 60 prima di tornare al lungometraggio. Il suo primo progetto in tal senso è La Vie des morts (1991), esordio alla regia di Arnaud Desplechin.
Da lì, Gautier diventa rapidamente uno dei direttori della fotografia più rappresentativi del «giovane cinema francese» dell'epoca, grazie al sodalizio artistico con registi come Desplechin, Olivier Assayas e Patrice Chéreau. Questa fase della sua carriera viene coronata nel 1998 con la vittoria del premio César per la migliore fotografia per Ceux qui m'aiment prendront le train. Nel 2004 si fa notare con la co-produzione internazionale I diari della motocicletta, per la quale viene premiato al festival di Cannes, agli Independent Spirit Awards e candidato ai BAFTA. Due anni più tardi fa quindi il suo esordio nell'industria cinematografica statunitense, curando la fotografia del film indipendente Guida per riconoscere i tuoi santi e poi quella di Into the Wild - Nelle terre selvagge di Sean Penn.
Gautier convive con l'attrice Nathalie Boutefeu, con cui ha tre figli.

## Filmografia

### Cinema
- La Vie des morts, regia di Arnaud Desplechin (1991)
- Albert souffre, regia di Bruno Nuytten (1992)
- La Femme à abattre, regia di Guy Pinon (1993)
- Travolta et moi, regia di Patricia Mazuy (1993)
- Le Nombril du monde, regia di Ariel Zeitoun (1993)
- Personne ne m'aime, regia di Marion Vernoux (1994)
- Le Fils préféré - Ospiti pericolosi (Le Fils préféré), regia di Nicole Garcia (1994)
- Cento e una notte (Les Cent et Une Nuits de Simon Cinéma), regia di Agnès Varda (1995)
- Irma Vep, regia di Olivier Assayas (1996)
- Comment je me suis disputé... (ma vie sexuelle), regia di Arnaud Desplechin (1996)
- Love, etc., regia di Marion Vernoux (1996)
- Tykho Moon, regia di Enki Bilal (1996)
- Ceux qui m'aiment prendront le train, regia di Patrice Chéreau (1998)
- Pola X, regia di Leos Carax (1999)
- Les Destinées sentimentales, regia di Olivier Assayas (2000)
- Esther Kahn, regia di Arnaud Desplechin (2000)
- Passionnément, regia di Bruno Nuytten (2000)
- Intimacy - Nell'intimità (Intimacy), regia di Patrice Chéreau (2001)
- Les Âmes fortes, regia di Raoul Ruiz (2001)
- Brève Traversée, regia di Catherine Breillat (2001)
- Une femme de ménage, regia di Claude Berri (2002)
- Son frère, regia di Patrice Chéreau (2003)
- I diari della motocicletta (Diarios de motocicleta), regia di Walter Salles (2004)
- Clean, regia di Olivier Assayas (2004)
- I re e la regina (Rois et Reine), regia di Arnaud Desplechin (2004)
- L'un reste, l'autre part, regia di Claude Berri (2005)
- Gabrielle, regia di Patrice Chéreau (2005)
- Guida per riconoscere i tuoi santi (A Guide to Recognizing Your Saints), regia di Dito Montiel (2006)
- Loin du 16ème e Quartier des Enfants Rouges, episodi di Paris, je t'aime, regia di Daniela Thomas e Olivier Assayas (2006)
- Noise, regia di Olivier Assayas – documentario (2006)
- Cuori (Coeurs), regia di Alain Resnais (2006)
- Quelques veuves de Noirmoutier, regia di Agnès Varda – documentario (2006)
- Into the Wild - Nelle terre selvagge (Into the Wild), regia di Sean Penn (2007)
- Ore d'estate (L'Heure d'été), regia di Olivier Assayas (2008)
- Racconto di Natale (Un conte de Noël), regia di Arnaud Desplechin (2008)
- Motel Woodstock (Taking Woodstock), regia di Ang Lee (2009)
- Gli amori folli (Les Herbes folles), regia di Alain Resnais (2009)
- Miral, regia di Julian Schnabel (2010)
- Vous n'avez encore rien vu, regia di Alain Resnais (2012)
- On the Road, regia di Walter Salles (2012)
- Qualcosa nell'aria (Après mai), regia di Olivier Assayas (2012)
- Le Capital, regia di Costa-Gavras (2012)
- Grace di Monaco (Grace of Monaco), regia di Olivier Dahan (2014)
- Hitchcock/Truffaut, regia di Kent Jones – documentario (2014)
- Sotto il cielo delle Hawaii (Aloha), regia di Cameron Crowe (2015)
- Rabin, the Last Day, regia di Amos Gitai (2015)
- Drôle de père, regia di Amélie van Elmbt (2017)
- Il mistero di Donald C. (The Mercy), regia di James Marsh (2017)
- L'apparizione (L'Apparition), regia di Xavier Giannoli (2018)
- I figli del fiume giallo (Jiānghú érnǚ), regia di Jia Zhangke (2018)
- A Tramway in Jerusalem, regia di Amos Gitai (2019)
- Le verità (La Vérité), regia di Hirokazu Kore'eda (2019)
- Laila in Haifa, regia di Amos Gitai (2020)
- Incroci sentimentali (Avec amour et acharnement), regia di Claire Denis (2022)
- Stars at Noon - Stelle a mezzogiorno (Stars at Noon), regia di Claire Denis (2022)
- Hors du temps, regia di Olivier Assayas (2024)
- Generazione romantica (Fēngliú yīdài), regia di Jia Zhangke (2024)

### Televisione
- Cinéastes de notre temps – serie TV, episodio su Hou Hsiao-hsien (1997)
- Roses à crédit, regia di Amos Gitai – film TV (2010)
- Believe – serie TV, episodio 1x01 (2014)
- The Eddy – serie TV, puntate 1-2 (2020)

## Riconoscimenti
- Premi BAFTA
  - 2004 – Candidatura alla migliore fotografia per I diari della motocicletta
- Festival di Cannes
  - 2004 – Prix Vulcain de l'Artiste Technicien per Clean e I diari della motocicletta
- Premi César
  - 1999 – Migliore fotografia per Ceux qui m'aiment prendront le train
  - 2001 – Candidatura alla migliore fotografia per Les Destinées sentimentales
  - 2005 – Candidatura alla migliore fotografia per Clean
  - 2006 – Candidatura alla migliore fotografia per Gabrielle
  - 2007 – Candidatura alla migliore fotografia per Cuori
  - 2009 – Candidatura alla migliore fotografia per Racconto di Natale
  - 2010 – Candidatura alla migliore fotografia per Gli amori folli
- European Film Awards
  - 2001 – Candidatura alla migliore fotografia per Intimacy - Nell'intimità
- Independent Spirit Awards
  - 2005 – Miglior fotografia per I diari della motocicletta
- Premi Lumière
  - 2008 – Migliore fotografia per Into the Wild - Nelle terre selvagge
- St. Louis Film Critics Association Awards
  - 2007 – Candidatura alla migliore fotografia per Into the Wild - Nelle terre selvagge